# Der Judaskuß
Der Judaskuß ist ein Roman von António Lobo Antunes, der Originaltitel der portugiesischen Ausgabe lautet Os Cus de Judas (= wörtlich Der Arsch des Judas, im übertragenen Sinn Der Arsch der Welt).

## Überblick
Ein betrunkener Kriegsveteran redet sich in einem Monolog in einer Bar in Lissabon die Schrecken des Angolakrieges von der Seele. Das Buch ist das erste einer Reihe von Romanen des portugiesischen Autors, in denen er sich mit den Verbrechen und Schrecken von Portugals letztem Kolonialkrieg auseinandersetzt.

### Einordnung in das Gesamtwerk
Der Roman ist zeitgleich mit dem Debütroman Elefantengedächtnis entstanden und wurde im gleichen Jahr veröffentlicht. Das Buch war ein außerordentlicher Publikumserfolg, wie sein Veteranenroman Fado Alexandrino von 1983, und musste in mehreren Ausgaben nachgedruckt werden. Wie auch in seinem Roman Guten Abend ihr Dinge hier unten sind Schrecken und die Sinnlosigkeit des Krieges in Angola Grundthemen des Romans.

## Inhalt
Die Rahmenhandlung spielt im Lissabon nach dem Krieg in Angola. Ein Veteran berichtet einer Frau einen Nachmittag, den Abend über und die Nacht hindurch aus der Zeit. Er gleitet in assoziativen vielschichtigen Bildern und Exkursen in die Kindheit zurück. Diese mischen sich  mit der Reise an die Front bei Nova Lisboa. Die verträumten Wahrnehmungen des Ich-Erzählers vom Zoo und von einem Rollschuhfahrer werden auch durchbrochen durch die Feststellung einer alten Patriarchin „Zum Glück wird das Militär einen Mann aus ihm machen“. In der Erinnerung des Ich-Erzählers schwebt der Geist des faschistischen Salazar über dessen Familie, um sie vor dem Kommunismus zu retten. Die vormilitärische Ausbildung wird zu einem Pfadfinderlager, in dem die Rekruten in Uniformen gesteckt werden, die aussehen wie Faschingskostüme. Während der Überfahrt nach Südwesten Afrikas macht sich der Ich-Erzähler Gedanken, für wen die mitgeführten Särge im Schiffsbauch sind. In Luanda angekommen, verliert der Monologführer sehr schnell seine Kindlichkeit durch den Besuch in Bordellen und durch seine Gedanken über die Welt und die Festung in dieser Provinz. Nach und nach steigt der Alkoholpegel in der Rahmenhandlung, und die Gedanken werden fahriger. Bilder von der Front mischen sich mit den Verführungsversuchen an der namenlosen Frau.
Eingebunden in schreckliche Bilder von sterbenden Soldaten, sind die Versuche nach dem Krieg, das Trauma zu bewältigen. Am Ende, es ist bereits Tag geworden, erinnert er sich im Schlusskapitel an die alte Patriarchin, die  feststellte: „Du bist dünner geworden. Ich habe immer gehofft, dass das Militär aus dir einen Mann macht, aber mit dir ist es hoffnungslos.“

## Interpretation
Das Buch gilt als das "schlechte Gewissen Portugals". Es steht für die Vielzahl junger Rekruten, die in einen sinnlosen Krieg geschickt worden sind. Portugal musste sich nach dem Angolakrieg mit seiner Geschichte und seiner Selbstwahrnehmung als "Kolonialmacht" auseinandersetzen. Der Roman galt seinerzeit als Tabubruch, da er das Militär und seinen Jargon, die  Rolle der katholischen Kirche und deren Repräsentanten denunzierte.

## Rezensionen
- Uwe Timm schreibt in Der Spiegel unter anderem: „…die literarische Erkenntnisreise [führt] nach innen und nach außen, mit häufigen Abschweifungen. Umwegen und Wiederholungen. Dieses Erzählen folgt keiner linearen Kausalität, in langen hypotaktischen Sätzen springt es, assoziativ die Ereignisse verknüpfend, zwischen Vergangenheit, Vorvergangenheit und der Gegenwart hin und her. Die Schrecknisse kommen in einer eindringlichen Bildhaftigkeit zur Sprache,…“[1]
- Drews, J. In Süddeutsche Zeitung, Rezension am 6. Mai 1987
- An den Erstling 'Der Judaskuss" reicht kein späterer Roman Antunes' mehr heran., so Leopold Federmair in der NZZ.[2]
- Florian Borchmeyer schreibt in der Frankfurter Allgemeinen Zeitung unter anderem: „…Lesen als Tortur. Der Roman als Strafkolonie. Nicht gerade eine verlockende Perspektive für eine erbauliche Feierabendlektüre, und insofern vermutlich schwer verkäuflich. Wer sich allerdings, bezwungen durch die Virtuosität und musikalische Meisterschaft des Textes, gefügig den Strafen des Folterknechts Lobo Antunes aussetzt, wird am Ende durch den glücklichmachenden Endorphinausschuss belohnt,…“[3]

## Ausgaben
Die Erstausgabe erschien 1979 im Verlag Dom Quixote Lissabon.
- Judaskuß. Übersetzt von Ray-Güde Mertin. München, Hanser Verlag 1987. ISBN 3-44613970-2